# Carmen-Salat
Carmen-Salat ist ein klassischer Geflügelsalat. Gekochtes, würfelig geschnittenes Hühnerfleisch wird mit zerkleinerten gerösteten, geschälten Chilifrüchten, gedünsteten jungen Erbsen sowie körnig gekochtem Reis mit Essig-Öl-Senf-Sauce und gehackter Estragon angemacht.
Auguste Escoffier empfahl um 1900 für den Carmen-Salat (französisch Salade Carmen) zu gleichen Teilen: gerösteter spanischer Pfeffer, kleingeschnittene Hühnerbrust, gekochte Erbsen und gut abgetropfter Reis, angemacht mit Essig und Oel unter Zusatz von Senf und gehacktem Estragon.